# Callionymus japonicus
Callionymus japonicus es una especie de peces de la familia Callionymidae en el orden de los Perciformes.

## Distribución geográfica
Se encuentra en el Japón, Papúa Nueva Guinea, Indonesia y noroeste de Australia.